# Suazi na Letnich Igrzyskach Olimpijskich 2012
Suazi na Letnich Igrzyskach Olimpijskich 2012, które odbyły się w Londynie, reprezentowało 3 zawodników.
Był to dziewiąty start reprezentacji Suazi na letnich igrzyskach olimpijskich.

## Reprezentanci

### Lekkoatletyka
Mężczyźni
| Zawodnik           | Konkurencja | Eliminacje | Eliminacje | Półfinał | Półfinał | Finał | Finał   |
| Zawodnik           | Konkurencja | Wynik      | Miejsce    | Wynik    | Miejsce  | Wynik | Miejsce |
| ------------------ | ----------- | ---------- | ---------- | -------- | -------- | ----- | ------- |
| Sibusiso Matsenjwa | 200 m       | 20,93      | 6.         | NQ       | NQ       | NQ    | NQ      |

Kobiety
| Zawodnik          | Konkurencja | Eliminacje | Eliminacje | Półfinał | Półfinał | Finał | Finał   |
| Zawodnik          | Konkurencja | Wynik      | Miejsce    | Wynik    | Miejsce  | Wynik | Miejsce |
| ----------------- | ----------- | ---------- | ---------- | -------- | -------- | ----- | ------- |
| Phumlile Ndzinisa | 400 m       | 53,95      | 6.         | NQ       | NQ       | NQ    | NQ      |

### Pływanie
Mężczyźni
| Zawodnik  | Konkurencja  | Eliminacje | Eliminacje | Półfinał | Półfinał | Finał | Finał   |
| Zawodnik  | Konkurencja  | Czas       | Miejsce    | Czas     | Miejsce  | Czas  | Miejsce |
| --------- | ------------ | ---------- | ---------- | -------- | -------- | ----- | ------- |
| Luke Hall | 50m dowolnym | 23,48      | 36.        | NQ       | NQ       | NQ    | NQ      |